# 急性陰嚢症
急性陰嚢症（きゅうせいいんのうしょう、英: Acute scrotum）とは、陰嚢の急激な疼痛・腫脹である。精巣捻転症、精巣付属器捻転症（精巣垂捻転、精巣上体垂捻転）、精巣上体炎、精巣炎、精巣外傷、陰嚢内ヘルニア嵌頓などが原因となって発生する。これらの内、精巣捻転症は最も緊急性が高い疾患である。

## 概要

### 精巣捻転症
精巣捻転は、13～14歳の思春期男子に多く見られるが、出生前後から新生児期男児にも認められる。夜間睡眠中（特に明け方）に突然発症することが多い。発症から6～8時間以内に手術にて捻転を整復する必要がある。

### 精巣垂・精巣上体垂捻転症
精巣垂捻転、精巣上体垂捻転は、7歳から12歳の小学生に多く見られる。主に昼間に発症する場合が多いと言われる。急性陰嚢症の内、最多の原因疾患であり、全体の40～60％を占める。手術の必要はないが、精巣捻転症との鑑別が難しい場合があり、時間が迫っている場合は手術することがある。

### 精巣上体炎
精巣上体炎では、尿道や前立腺から大腸菌等の細菌が精巣上体に侵入し、炎症が発生する。

### 精巣炎
精巣炎は、思春期以降の流行性耳下腺炎の約20%に合併するものが代表的である。耳下腺炎発症の3～5日目に痛みを伴って精巣が腫脹する。

### 陰嚢内ヘルニア嵌頓
腹膜鞘状突起に腹腔内臓器の一部（腸）が迷入した状態である。腫瘤を用手整復できない場合は緊急開腹手術が実施される。